# Ай-Фока (мис)
44°49′30″ пн. ш. 34°50′24″ сх. д. / 44.82500° пн. ш. 34.84000° сх. д.
Ай-Фока́-Буру́н (крим. Ay Foka Burun) — мис на Південному березі Криму, на захід від Судака, в межах Феодосійського району АР Крим.

## Назва
Кримськотатарська назва походить з грец. αγι(ος) Φοκας — «Святий Фока» та крим. burun — «ніс», «мис». Також вживається назва Ай-Фока.
Російська назва — Кабанячий.

## Опис
Знаходиться на південному березі Криму, протяжний мис із складчастими обривами над морем. Південне продовження г. Папая-Кая, за 5,5 км на південь від села Кутлак (Веселе), за 2 км на південний-схід від г. Ай-Фока; замикає з заходу Кутлакську бухту.
Скелястий, висота до 220 м. Складається з пісковиків. Пд. схили стрімкі, урвисті, у прибереж. смузі — нагромадження брил. Дубово-ялівцеве рідколісся. Побл. гірського масиву — пансіонат «Сонячний камінь».

## Історія
Це місце на південному сході півострова уподобали ще елліни. Пізніше — у VIII-Х столітті тут було збудовано монастир святому Фоке — покровителю мореплавців. Звідси перша — грецька — частина назви мису — Ай-Фока. Друга — Бурун — названа кримськотатарською і означає «ніс» або «мис».
На жаль, і цей природний об'єкт не уникнув «інфекції» перейменувань — у путівниках мису часто називають «Кабаній».